# 2002-es labdarúgó-világbajnokság-selejtező (AFC)
A 2002-es labdarúgó-világbajnokság selejtezőjének AFC-zónájában összesen 40 nemzet versenyzett a 2,5 világbajnoki helyért. Dél-Korea és Japán rendezőként automatikus résztvevője volt a tornának. Mianmar visszalépett a selejtezők előtt, Afganisztán, Bhután és Észak-Korea pedig nem indult.  Végül 39 csapat vett részt a selejtezőkben. 

## Lebonyolítás
- Első forduló: a 39 csapatot tíz darab 4 tagú csoportba sorsolták, ahol körmérkőzéses rendszerben oda-visszavágós alapon döntötték el a továbbjutó helyek sorsát, kivéve a 2. csoportot, ahol mindössze egy alkalommal találkoztak a felek. A csoportok győztesei továbbjutottak a második fordulóba.
- Második forduló: a 10 csapat két darab 5 tagú csoportba került, ahol minden csapat megmérkőzött egymás ellen oda-visszavágós alapon. A csoportgyőztesek kijutottak a 2002-es világbajnokságra, a második helyezettek pótselejtezőt játszottak.
- Pótselejtező: két csapat játszott egymás ellen oda-visszavágós rendszerben és a győztes UEFA–AFC interkontinentális pótselejtezőt játszott.

## Első forduló

### 1. csoport
| Hely. | Csapat         | M | Gy | D | V | G+ | G– | Gk  | P  | Továbbjutás                  |     | Omán |     | Laosz | Fülöp-szigetek |
| ----- | -------------- | - | -- | - | - | -- | -- | --- | -- | ---------------------------- | --- | ---- | --- | ----- | -------------- |
| 1.    | Omán           | 6 | 5  | 1 | 0 | 33 | 3  | +30 | 16 | Bejutott a második fordulóba |     | —    | 2–0 | 12–0  | 7–0            |
| 2.    | Szíria         | 6 | 4  | 1 | 1 | 40 | 6  | +34 | 13 |                              |     | 3–3  | —   | 11–0  | 12–0           |
| 3.    | Laosz          | 6 | 1  | 1 | 4 | 3  | 40 | −37 | 4  |                              | 0–7 | 0–9  | —   | 2–0   |                |
| 4.    | Fülöp-szigetek | 6 | 0  | 1 | 5 | 2  | 29 | −27 | 1  |                              | 0–2 | 1–5  | 1–1 | —     |                |

### 2. csoport
| Hely. | Csapat        | M | Gy | D | V | G+ | G– | Gk  | P | Továbbjutás                  |   | Irán | Tádzsikisztán | Guam | Mianmar |
| ----- | ------------- | - | -- | - | - | -- | -- | --- | - | ---------------------------- | - | ---- | ------------- | ---- | ------- |
| 1.    | Irán          | 2 | 2  | 0 | 0 | 21 | 0  | +21 | 6 | Bejutott a második fordulóba |   | —    | 2–0           | 19–0 | —       |
| 2.    | Tádzsikisztán | 2 | 1  | 0 | 1 | 16 | 2  | +14 | 3 |                              |   | —    | —             | 16–0 | —       |
| 3.    | Guam          | 2 | 0  | 0 | 2 | 0  | 35 | −35 | 0 |                              | — | —    | —             | —    |         |
| 4.    | Mianmar       | 0 | 0  | 0 | 0 | 0  | 0  | 0   | 0 | Visszalépett                 |   | —    | —             | —    | —       |

### 3. csoport
| Hely. | Csapat     | M | Gy | D | V | G+ | G– | Gk  | P  | Továbbjutás                  |     | Katar | Palesztina | Malajzia | Hongkong |
| ----- | ---------- | - | -- | - | - | -- | -- | --- | -- | ---------------------------- | --- | ----- | ---------- | -------- | -------- |
| 1.    | Katar      | 6 | 5  | 1 | 0 | 14 | 3  | +11 | 16 | Bejutott a második fordulóba |     | —     | 2–1        | 5–1      | 2–0      |
| 2.    | Palesztina | 6 | 2  | 1 | 3 | 8  | 9  | −1  | 7  |                              |     | 1–2   | —          | 1–0      | 1–0      |
| 3.    | Malajzia   | 6 | 2  | 1 | 3 | 8  | 11 | −3  | 7  |                              | 0–0 | 4–3   | —          | 2–0      |          |
| 4.    | Hongkong   | 6 | 1  | 1 | 4 | 3  | 10 | −7  | 4  |                              | 0–3 | 1–1   | 2–1        | —        |          |

### 4. csoport
| Hely. | Csapat       | M | Gy | D | V | G+ | G– | Gk | P  | Továbbjutás                  |     | Bahrein | Kuvait | Kirgizisztán | Szingapúr |
| ----- | ------------ | - | -- | - | - | -- | -- | -- | -- | ---------------------------- | --- | ------- | ------ | ------------ | --------- |
| 1.    | Bahrein      | 6 | 5  | 0 | 1 | 9  | 4  | +5 | 15 | Bejutott a második fordulóba |     | —       | 1–2    | 1–0          | 2–0       |
| 2.    | Kuvait       | 6 | 4  | 1 | 1 | 9  | 3  | +6 | 13 |                              |     | 0–1     | —      | 2–0          | 1–1       |
| 3.    | Kirgizisztán | 6 | 1  | 1 | 4 | 3  | 9  | −6 | 4  |                              | 1–2 | 0–3     | —      | 1–1          |           |
| 4.    | Szingapúr    | 6 | 0  | 2 | 4 | 3  | 8  | −5 | 2  |                              | 1–2 | 0–1     | 0–1    | —            |           |

### 5. csoport
| Hely. | Csapat    | M | Gy | D | V | G+ | G– | Gk  | P  | Továbbjutás                  |     | Thaiföld | Libanon | Srí Lanka | Pakisztán |
| ----- | --------- | - | -- | - | - | -- | -- | --- | -- | ---------------------------- | --- | -------- | ------- | --------- | --------- |
| 1.    | Thaiföld  | 6 | 5  | 1 | 0 | 20 | 5  | +15 | 16 | Bejutott a második fordulóba |     | —        | 2–2     | 4–2       | 3–0       |
| 2.    | Libanon   | 6 | 4  | 1 | 1 | 26 | 5  | +21 | 13 |                              |     | 1–2      | —       | 4–0       | 6–0       |
| 3.    | Srí Lanka | 6 | 1  | 1 | 4 | 8  | 20 | −12 | 4  |                              | 0–3 | 0–5      | —       | 3–1       |           |
| 4.    | Pakisztán | 6 | 0  | 1 | 5 | 5  | 29 | −24 | 1  |                              | 0–6 | 1–8      | 3–3     | —         |           |

### 6. csoport
| Hely. | Csapat     | M | Gy | D | V | G+ | G– | Gk  | P  | Továbbjutás                  |     | Irak | Kazahsztán | Nepál | Makaó |
| ----- | ---------- | - | -- | - | - | -- | -- | --- | -- | ---------------------------- | --- | ---- | ---------- | ----- | ----- |
| 1.    | Irak       | 6 | 4  | 2 | 0 | 28 | 5  | +23 | 14 | Bejutott a második fordulóba |     | —    | 1–1        | 4–2   | 8–0   |
| 2.    | Kazahsztán | 6 | 4  | 2 | 0 | 20 | 2  | +18 | 14 |                              |     | 1–1  | —          | 4–0   | 3–0   |
| 3.    | Nepál      | 6 | 2  | 0 | 4 | 13 | 25 | −12 | 6  |                              | 1–9 | 0–6  | —          | 4–1   |       |
| 4.    | Makaó      | 6 | 0  | 0 | 6 | 2  | 31 | −29 | 0  |                              | 0–5 | 0–5  | 1–6        | —     |       |

### 7. csoport
| Hely. | Csapat        | M | Gy | D | V | G+ | G– | Gk  | P  | Továbbjutás                  |     | Üzbegisztán | Türkmenisztán | Jordánia | Kínai Köztársaság |
| ----- | ------------- | - | -- | - | - | -- | -- | --- | -- | ---------------------------- | --- | ----------- | ------------- | -------- | ----------------- |
| 1.    | Üzbegisztán   | 6 | 4  | 2 | 0 | 20 | 5  | +15 | 14 | Bejutott a második fordulóba |     | —           | 1–0           | 2–2      | 7–0               |
| 2.    | Türkmenisztán | 6 | 4  | 0 | 2 | 12 | 7  | +5  | 12 |                              |     | 2–5         | —             | 2–0      | 1–0               |
| 3.    | Jordánia      | 6 | 2  | 2 | 2 | 12 | 7  | +5  | 8  |                              | 1–1 | 1–2         | —             | 6–0      |                   |
| 4.    | Tajvan        | 6 | 0  | 0 | 6 | 0  | 25 | −25 | 0  |                              | 0–4 | 0–5         | 0–2           | —        |                   |

### 8. csoport
| Hely. | Csapat                  | M | Gy | D | V | G+ | G– | Gk  | P  | Továbbjutás                  |      | Egyesült Arab Emírségek | Jemen | India | Brunei |
| ----- | ----------------------- | - | -- | - | - | -- | -- | --- | -- | ---------------------------- | ---- | ----------------------- | ----- | ----- | ------ |
| 1.    | Egyesült Arab Emírségek | 6 | 4  | 0 | 2 | 21 | 5  | +16 | 12 | Bejutott a második fordulóba |      | —                       | 3–2   | 1–0   | 4–0    |
| 2.    | Jemen                   | 6 | 3  | 2 | 1 | 14 | 8  | +6  | 11 |                              |      | 2–1                     | —     | 3–3   | 1–0    |
| 3.    | India                   | 6 | 3  | 2 | 1 | 11 | 5  | +6  | 11 |                              | 1–0  | 1–1                     | —     | 5–0   |        |
| 4.    | Brunei                  | 6 | 0  | 0 | 6 | 0  | 28 | −28 | 0  |                              | 0–12 | 0–5                     | 0–1   | —     |        |

### 9. csoport
| Hely. | Csapat          | M | Gy | D | V | G+ | G– | Gk  | P  | Továbbjutás                  |     | Kína | Indonézia | Maldív-szigetek | Kambodzsa |
| ----- | --------------- | - | -- | - | - | -- | -- | --- | -- | ---------------------------- | --- | ---- | --------- | --------------- | --------- |
| 1.    | Kína            | 6 | 6  | 0 | 0 | 25 | 3  | +22 | 18 | Bejutott a második fordulóba |     | —    | 5–1       | 10–1            | 3–1       |
| 2.    | Indonézia       | 6 | 4  | 0 | 2 | 16 | 7  | +9  | 12 |                              |     | 0–2  | —         | 5–0             | 6–0       |
| 3.    | Maldív-szigetek | 6 | 1  | 1 | 4 | 8  | 19 | −11 | 4  |                              | 0–1 | 0–2  | —         | 6–0             |           |
| 4.    | Kambodzsa       | 6 | 0  | 1 | 5 | 2  | 22 | −20 | 1  |                              | 0–4 | 0–2  | 1–1       | —               |           |

### 10. csoport
| Hely. | Csapat       | M | Gy | D | V | G+ | G– | Gk  | P  | Továbbjutás                  |     | Szaúd-Arábia | Vietnám | Banglades | Mongólia |
| ----- | ------------ | - | -- | - | - | -- | -- | --- | -- | ---------------------------- | --- | ------------ | ------- | --------- | -------- |
| 1.    | Szaúd-Arábia | 6 | 6  | 0 | 0 | 30 | 0  | +30 | 18 | Bejutott a második fordulóba |     | —            | 5–0     | 6–0       | 6–0      |
| 2.    | Vietnám      | 6 | 3  | 1 | 2 | 9  | 9  | 0   | 10 |                              |     | 0–4          | —       | 0–0       | 4–0      |
| 3.    | Banglades    | 6 | 1  | 2 | 3 | 5  | 15 | −10 | 5  |                              | 0–3 | 0–4          | —       | 2–2       |          |
| 4.    | Mongólia     | 6 | 0  | 1 | 5 | 2  | 22 | −20 | 1  |                              | 0–6 | 0–1          | 0–3     | —         |          |

## Második forduló

### A csoport
| Hely. | Csapat       | M | Gy | D | V | G+ | G– | Gk  | P  | Továbbjutás                         |     | Szaúd-Arábia | Irán | Bahrein | Irak | Thaiföld |
| ----- | ------------ | - | -- | - | - | -- | -- | --- | -- | ----------------------------------- | --- | ------------ | ---- | ------- | ---- | -------- |
| 1.    | Szaúd-Arábia | 8 | 5  | 2 | 1 | 17 | 8  | +9  | 17 | Kijutott a 2002-es világbajnokságra |     | —            | 2–2  | 1–1     | 1–0  | 4–1      |
| 2.    | Irán         | 8 | 4  | 3 | 1 | 10 | 7  | +3  | 15 | Pótselejtező                        |     | 2–0          | —    | 0–0     | 2–1  | 1–0      |
| 3.    | Bahrein      | 8 | 2  | 4 | 2 | 8  | 9  | −1  | 10 |                                     |     | 0–4          | 3–1  | —       | 2–0  | 1–1      |
| 4.    | Irak         | 8 | 2  | 1 | 5 | 9  | 10 | −1  | 7  |                                     | 1–2 | 1–2          | 1–0  | —       | 4–0  |          |
| 5.    | Thaiföld     | 8 | 0  | 4 | 4 | 5  | 15 | −10 | 4  |                                     | 1–3 | 0–0          | 1–1  | 1–1     | —    |          |

### B csoport
| Hely. | Csapat                  | M | Gy | D | V | G+ | G– | Gk  | P  | Továbbjutás                         |     | Kína | Egyesült Arab Emírségek | Üzbegisztán | Katar | Omán |
| ----- | ----------------------- | - | -- | - | - | -- | -- | --- | -- | ----------------------------------- | --- | ---- | ----------------------- | ----------- | ----- | ---- |
| 1.    | Kína                    | 8 | 6  | 1 | 1 | 13 | 2  | +11 | 19 | Kijutott a 2002-es világbajnokságra |     | —    | 3–0                     | 2–0         | 3–0   | 1–0  |
| 2.    | Egyesült Arab Emírségek | 8 | 3  | 2 | 3 | 10 | 11 | −1  | 11 | Pótselejtező                        |     | 0–1  | —                       | 4–1         | 0–2   | 2–2  |
| 3.    | Üzbegisztán             | 8 | 3  | 1 | 4 | 13 | 14 | −1  | 10 |                                     |     | 1–0  | 0–1                     | —           | 2–1   | 5–0  |
| 4.    | Katar                   | 8 | 2  | 3 | 3 | 10 | 10 | 0   | 9  |                                     | 1–1 | 1–2  | 2–2                     | —           | 0–0   |      |
| 5.    | Omán                    | 8 | 1  | 3 | 4 | 7  | 16 | −9  | 6  |                                     | 0–2 | 1–1  | 4–2                     | 0–3         | —     |      |

## Pótselejtező
| 1. csapat               | Össz.Tooltip Aggregate score | 2. csapat | 1. mérk. | 2. mérk. |
| ----------------------- | ---------------------------- | --------- | -------- | -------- |
| Egyesült Arab Emírségek | 0–4                          | Irán      | 0–1      | 0–3      |

| 2001. október 25. 17:30 UTC+4 |

| Irán       | 1–0 | Egyesült Arab Emírségek |
| ---------- | --- | ----------------------- |
| Bágeri 45' |     |                         |

| Azadi Stadion, Teherán Nézőszám: 40 000 Játékvezető: Kim Jongdzsu (Dél-koreai) |

| 2001. október 31. 18:30 UTC+4 |

| Egyesült Arab Emírségek | 0–3 | Irán                            |
| ----------------------- | --- | ------------------------------- |
|                         |     | Dáji 7' Bágeri 76' Minávand 79' |

| Al Nahyan Stadion, Abu-Dzabi Nézőszám: 18 000 Játékvezető: Kamikava Tóru (japán) |

Irán 4–0-ás összesítésben bejutott az UEFA–AFC pótselejtezőbe.

## Interkontinentális pótselejtező
| 1. csapat | Össz.Tooltip Aggregate score | 2. csapat | 1. mérk. | 2. mérk. |
| --------- | ---------------------------- | --------- | -------- | -------- |
| Írország  | 2–1                          | Irán      | 2–0      | 0–1      |

## Kijutott csapatok
Az alábbi négy csapat jutott ki az AFC-zónából a 2002-es labdarúgó-világbajnokságra.
| Csapat       | Kijutás            | Kijutás dátuma    | Korábbi részvételek a világbajnokságon |
| ------------ | ------------------ | ----------------- | -------------------------------------- |
| Dél-Korea    | Rendező            | 1996. május 31.   | 5 (1954, 1986, 1990, 1994, 1998)       |
| Japán        | Rendező            | 1996. május 31.   | 1 (1998)                               |
| Szaúd-Arábia | A csoport győztese | 2001. október 21. | 2 (1994, 1998)                         |
| Kína         | B csoport győztese | 2001. október 7.  | 0 (debütálás)                          |